# Kaukázusi népek
Kaukázusi népek alatt a Fekete-tenger és a Kaszpi-tenger között húzódó, etnolingvisztikailag rendkívül sokszínű Kaukázus vidékét benépesítő etnikai és néprajzi csoportokat értjük. E népek közül csak kevesen rendelkeznek nemzetállammal (Azerbajdzsán, Grúzia, Örményország), de nagyobb részük autonóm köztársaság keretei között él (Abházia, Adigeföld, Csecsenföld, Ingusföld, Adzsaria, Kabard-Balkár Köztársaság, Karacsáj-Cserkesz Köztársaság, Kalmükföld, Észak- és Dél-Oszétia stb.). A kaukázusi népek több nyelvcsaládba tartozó nyelvet beszélnek, áttekintésük is a nyelvcsaládok mentén tűnik a legcélravezetőbbnek.
- Kaukázusi nyelvet beszélő népek
  - Abház-adige vagy nyugat-kaukázusi nyelvet beszélő népek: abazák, abházok, adigék (alsó és középső cserkeszek, kabardok), valamint a mára eltűnt ubihok.
  - Nah-dagesztáni vagy kelet-kaukázusi nyelvet beszélő népek
    - Nah nyelvet beszélő népek: bacbik, csecsenek, ingusok, kisztek.
    - Dagesztáni nyelvet beszélő népek: agulok, ahvahok, andik, arcsik, avarok, bagulalok, bezsták, botlihok, budukok, cahurok, csamalalok, dargok, didók, godoberek, hinalugok, hinuhok, hunzalok, hvarsik, karaták, krizek, lakok, lezgek, rutulok, tabaszaranok, tindik, udik.

  - Kartvéli vagy dél-kaukázusi nyelvet beszélő népek: adzsarok, grúziai zsidók, grúzok, lázok, mingrélek, szvánok.
- Altaji nyelveket beszélő népek
  - Török nyelvet beszélő népek: azeriek, balkárok, karacsájok, kumükok, mesketek, nogajok, türkmének.
  - Mongol nyelvet beszélő népek: kalmükök.
- Indoeurópai nyelvet beszélő népek:
  - Indoiráni nyelvet beszélő népek: hegyi zsidók, kurdok, oszétok, tálisok, tátok
  - Szláv nyelvet beszélő népek: kubáni kozákok, oroszok, ukránok.
  - Görögök
  - Örmények.